# Tuscumbia (Missouri)
Tuscumbia település az Amerikai Egyesült Államok Missouri államában, Miller megyében, melynek megyeszékhelye is. Lakosainak száma 188 fő (2020. április 1.).

## Népesség
A település népességének változása:

| 2010 | 203 |
| 2020 | 188 |